# 莫兰河畔奥利
莫兰河畔奥利（法語：Orly-sur-Morin，法語發音：[ɔʁli syʁ mɔʁɛ̃] ⓘ）是法国塞纳-马恩省的一个市镇，属于普罗万区。

## 地理
莫兰河畔奥利（48°54'16"N, 3°13'52"E）面积5.87 平方千米，位于法国法蘭西島大區塞纳-马恩省，该省份为法国北部内陆省份，北起瓦兹省，西接埃松省、马恩河谷省、塞纳-圣但尼省和瓦兹河谷省，南至卢瓦雷省，东南接约讷省，东临马恩省和奥布省，东北接埃纳省。
与莫兰河畔奥利接壤的市镇（或旧市镇、城区）包括：巴斯韦勒、布瓦特龙、比西耶尔、杜村、莫兰河畔圣旺、拉特雷图瓦尔。

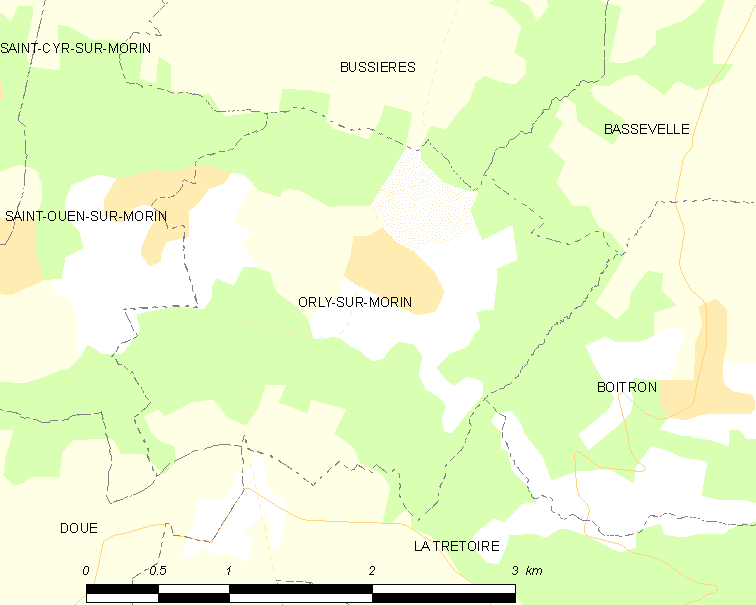
莫兰河畔奥利的OSM定位图

莫兰河畔奥利的时区为UTC+01:00、UTC+02:00（夏令时）。

## 行政
莫兰河畔奥利的邮政编码为77750，INSEE市镇编码为77345。

## 政治
莫兰河畔奥利所属的省级选区为库洛米耶县。

## 人口

1962-2008年间莫兰河畔奥利人口变化图示

莫兰河畔奥利于2022年1月1日时的人口数量为660人。